# Liste der Kulturdenkmäler in Ramstein-Miesenbach
In der Liste der Kulturdenkmäler in Ramstein-Miesenbach sind alle Kulturdenkmäler der rheinland-pfälzischen Stadt Ramstein-Miesenbach aufgeführt. Grundlage ist die Denkmalliste des Landes Rheinland-Pfalz (Stand: 21. Juli 2023).

## Denkmalzonen
| Bezeichnung                | Lage                      | Baujahr         | Beschreibung                                                                | Bild |
| -------------------------- | ------------------------- | --------------- | --------------------------------------------------------------------------- | ---- |
| Denkmalzone Alter Friedhof | Ramstein, Schulhügel Lage | 19. Jahrhundert | Grabsteine des 19. Jahrhunderts, Friedhofskreuz mit Korpus, bezeichnet 1865 | BW   |

## Einzeldenkmäler
| Bezeichnung                          | Lage                                                                     | Baujahr                     | Beschreibung | Bild                           |
| ------------------------------------ | ------------------------------------------------------------------------ | --------------------------- | --- | ------------------------------ |
| Wohn- und Geschäftshaus              | Miesenbach, Hauptstraße 7 Lage                                           | Ende des 19. Jahrhunderts   | langgestreckter spätklassizistischer Sandsteinquaderbau, Ende des 19. Jahrhunderts | Fotos hochladen                |
| Altes Schulhaus                      | Miesenbach, Hauptstraße 28 Lage                                          | 1901                        | ehemalige Schule, bezeichnet 1901 | Fotos hochladen                |
| Kriegerdenkmal                       | Miesenbach, Mackenbacher Straße, Ecke Kottweiler Straße Lage             | um 1930                     | Kriegerdenkmal 1914/18; Soldat, Bildhauer Ludwig Rech, um 1930 | Fotos hochladen                |
| Apotheke                             | Ramstein, Landstuhler Straße 2 Lage                                      | Anfang des 19. Jahrhunderts | klassizistischer Krüppelwalmdachbau, Anfang des 19. Jahrhunderts, Ladeneinbau um 1860, städtebaulich wichtig                                                                                                | BW                             |
| Katholische Pfarrkirche St. Nikolaus | Ramstein, Landstuhler Straße 10 Lage                                     | 1901–03                     | kreuzförmige neuromanische Basilika, 1901–03, Architekt Wilhelm Schulte I., Neustadt an der Weinstraße | weitere Bilder Fotos hochladen |
| Kriegerdenkmal                       | Ramstein, Landstuhler Straße, bei Nr. 10 Lage                            | 1930                        | Kriegerdenkmal 1914/18, Christus mit Soldat, bezeichnet 1930 | BW                             |
| Museum im Westrich                   | Ramstein, Miesenbacher Straße 1 Lage                                     | 1750                        | ehemaliges Gasthaus, dann Rathaus; spätbarocker Mansardwalmdachbau mit Nischenfigur, Architekt Franz Wilhelm Rabaliatti, um 1750                                                                            | BW                             |
| Pfaffenkreuz                         | Ramstein, Schernauerstraße Lage                                          |                             | mittelalterliches Steinkreuz mit Ritz-Relief | BW                             |
| Geschäftshaus                        | Ramstein, Schulstraße 6 Lage                                             | nach 1870                   | ehemalige Schule; spätklassizistischer Walmdachbau, nach 1870 | BW                             |
| Grabmäler                            | Ramstein, Wendelinusstraße, auf dem Neuen Friedhof Lage                  | 18. bis 20. Jahrhundert     | Grabmäler, Gruppe barocker Grabsteine, 18. Jahrhundert, überwiegend mit reichem plastischem Schmuck; Spolien des sogenannten Agnesbrunnens, gotisch; Grabstein A. Süssdorf, neuklassizistisch, wohl um 1908 | BW                             |
| Forsthaus Kindsbach                  | Ramstein, südöstlich des Ortes an der Gemarkungsgrenze zu Kindsbach Lage | gegen 1900                  | eineinhalbgeschossiger Krüppelwalmdachbau, teilweise verschindelt, gegen 1900 | BW                             |
| Moordammühle                         | Ramstein, südöstlich des Ortes an der A 6 Lage                           | 18. oder 19. Jahrhundert    | Walmdachbau, 18. oder 19. Jahrhundert | BW                             |
| Kunzenkreuz                          | Ramstein, westlich des Ortes an der L 356 Lage                           |                             | spätmittelalterliches (?) Sandsteinkreuz | BW                             |
| Wasserbehälter                       | Ramstein, westlich des Ortes an der L 356 Lage                           | 1910                        | Wasserbehälter, bezeichnet 1910 | Fotos hochladen                |